# 克里萬山
克里萬山是斯洛伐克高塔特拉山的一座山峰。克里萬山被認為是斯洛伐克最美麗的山峰之一，也是高塔特拉山西部的山峰中最受登山愛好者喜愛的一座山峰。在過去的兩個世紀內，克里萬山也是斯洛伐克民族的象徵之一，經常出現在各種藝術作品中。2005年全國公投更將克里萬山選為斯洛伐克的歐元硬幣圖案之一。

## 外部連結
- . Peakbagger.com.   [2009-05-17].
- . Summitpost.org. September 25, 2008  [2009-05-17]. （原始内容存档于2008-08-28）.